# يان هارجريفز
يان هارجريفز (بالإنجليزية: Ian Hargreaves)‏ هو صحفي وأستاذ جامعي واقتصادي بريطاني، ولد في 18 يونيو 1951 في بيرنلي في المملكة المتحدة.